# 32621 Talcott
32621 Talcott este o planetă minoră (asteroid), cu un diametru de 6,808 km, din centura de asteroizi. A fost descoperită pe 8 septembrie 2001 la Goodricke-Pigott Observatory⁠(d) de Roy A. Tucker⁠(d). 
Obiectul prezintă o orbită caracterizată de o semiaxă mare de 2,5751425 UAi, o excentricitate de 0,05, o înclinație de 16,01543 ° în raport cu ecliptica.